# Prays xeroloxa
Prays xeroloxa là một loài bướm đêm thuộc họ Yponomeutidae.